# Cumanayagua
Cumanayagua – miasto na Kubie, w prowincji Cienfuegos. W 2004 r. miasto zamieszkiwało 51 435 osób.